# إدوارد ألبرت أينشتاين
إدوارد ألبرت أينشتاين (28 يوليو 1910 - 25 أكتوبر 1965) هو الابن الثاني لألبرت أينشتاين وميلفا ماريك، ولد في مدينة زيورخ سويسرا. كان إدوارد طالبًا جيدًا في الموسيقى. بعد ذلك بدأ في دراسة الطب ليصبح طبيباً نفسياً، ولكن في سن العشرين تم تشخيص حالته بأنه مصاب بالفصام. حيث عانى منه طيلة حياته حتى وفاته.